# Estadio SKA SKVO
El Estadio SKA SKVO (en ruso: Стадион СКА-СКВО) es un estadio multiusos ubicado en la ciudad de Rostov del Don, el cual es utilizado principalmente para partidos de fútbol y actualmente es la sede del FK SKA Rostov del Don.

## Historia
El estadio fue construido en 1971 por iniciativa del Comandante de las Tropas del Distrito Militar del Norte del Cáucaso, el Coronel-General Altunin. El estadio ha sido remodelado en dos ocasiones y actualmente su capacidad es para 2917 espectadores.
El 26 de enero de 2016 el estadio fue aprobado por la FIFA como una de las 36 sedes de entrenamiento para la Copa Mundial de Fútbol de 2018.